# Coupe de la Major League Soccer 2021
La Coupe de la Major League Soccer 2021 est la 26e édition de la Coupe de la Major League Soccer et se joue le 11 décembre 2021 entre les Timbers de Portland, champions de la conférence Ouest et le New York City FC, champion de la conférence Est. La rencontre se joue sur le terrain de la meilleure équipe au bilan de la saison régulière, à savoir Portland,,.
À la fin du temps réglementaire, le score est de 1-1 et les New-Yorkais s'imposent lors de la séance de tirs au but sur le score de 4 à 2, remportant ainsi le premier trophée de leur histoire,,. L'homme du match est Sean Johnson, le gardien de but de New York,. Le New York City FC se qualifie pour la Ligue des champions de la CONCACAF 2022.

## Contexte
Les Timbers de Portland jouent leur troisième finale après celle remportée en 2015 face au Crew de Columbus et celle perdue en 2018 contre Atlanta United. Les Timbers ont également remporté le tournoi MLS is Back au cours de la saison 2020 écourtée par la pandémie. Le New York City FC joue sa première finale,,. Les deux clubs ne se sont pas affrontés en saison régulière et se sont rencontrés pour la dernière fois lors du tournoi MLS is Back, où Portland a gagné 3-1 contre les New-Yorkais. C’est la septième saison consécutive où le champion de la conférence Ouest est Portland ou Seattle.
Le Providence Park accueille pour la première fois la finale de la Coupe de la Major League Soccer,,,. Le stade a précédemment accueilli la finale du Soccer Bowl 1977 (en) de la North American Soccer League,. Les deux équipes se rencontrent pour la première fois en séries éliminatoires.

## Avant-match
L'arbitre désigné par la Major League Soccer est Armando Villarreal (es). Il est assisté par Frank Anderson et Oscar Mitchell-Carvalho. Fotis Bazakos est le quatrième arbitre et Jeremy Hanson désigné arbitre assistant de réserve. Chris Penso (en) est chargé de l'arbitrage vidéo. Il est assisté de Cory Richardson.

## Parcours des finalistes
Note : dans les résultats ci-dessous, le score du finaliste est toujours donné en premier (D : domicile ; E : extérieur).
| Rang | Équipe                  | Pts | J  | G  | N  | P  | Bp | Bc | Diff |
| ---- | ----------------------- | --- | -- | -- | -- | -- | -- | -- | ---- |
| 1    | Rapids du Colorado      | 61  | 34 | 17 | 10 | 7  | 51 | 35 | +16  |
| 2    | Sounders de Seattle     | 60  | 34 | 17 | 9  | 8  | 53 | 33 | +20  |
| 3    | Sporting de Kansas City | 58  | 34 | 17 | 7  | 10 | 58 | 40 | +18  |
| 4    | Timbers de Portland     | 55  | 34 | 17 | 4  | 13 | 56 | 52 | +4   |
| 5    | Minnesota United        | 49  | 34 | 13 | 10 | 11 | 42 | 44 | -2   |
| 6    | Whitecaps de Vancouver  | 49  | 34 | 12 | 13 | 9  | 45 | 45 | 0    |

| Rang | Équipe                               | Pts | J  | G  | N  | P  | Bp | Bc | Diff |
| ---- | ------------------------------------ | --- | -- | -- | -- | -- | -- | -- | ---- |
| 1    | Revolution de la Nouvelle-Angleterre | 73  | 34 | 22 | 7  | 5  | 65 | 41 | +24  |
| 2    | Union de Philadelphie                | 54  | 34 | 14 | 12 | 8  | 48 | 35 | +13  |
| 3    | Nashville SC                         | 54  | 34 | 12 | 18 | 4  | 55 | 33 | +22  |
| 4    | New York City FC                     | 51  | 34 | 14 | 9  | 11 | 56 | 36 | +20  |
| 5    | Atlanta United                       | 51  | 34 | 13 | 12 | 9  | 45 | 37 | +8   |
| 6    | Orlando City SC                      | 51  | 34 | 13 | 12 | 9  | 50 | 48 | +2   |

## Match

### Feuille de match
| ·                 |    |                             |     |
| Titulaires :      |    |                             |     |
|                   |    |                             |     |
| G                 | 12 | 0 Steve Clark               |     |
| DD                | 2  | 0 Josecarlos Van Rankin 59e | 89e |
| DC                | 33 | 0 Larrys Mabiala            |     |
| DC                | 13 | 0 Dario Župarić             |     |
| DG                | 5  | 0 Claudio Bravo             |     |
| MC                | 21 | 0 Diego Chará 90e           |     |
| MC                | 20 | 0 George Fochive (en)       | 62e |
| MO                | 10 | 0 Sebastián Blanco          | 62e |
| AiD               | 23 | 0 Yimmi Chará               |     |
| AiG               | 27 | 0 Dairon Asprilla           | 84e |
| AC                | 9  | 0 Felipe Mora               |     |
|                   |    |                             |     |
| Remplaçants :     |    |                             |     |
| M                 | 30 | 0 Santiago Moreno           | 62e |
| M                 | 22 | 0 Cristhian Paredes         | 62e |
| A                 | 11 | 0 Jarosław Niezgoda         | 84e |
| M                 | 8  | 0 Diego Valeri              | 89e |
|                   |    |                             |     |
| Entraîneur :      |    |                             |     |
| Giovanni Savarese |    |                             |     |

| ·             |    |                          |       |
| Titulaires :  |    |                          |       |
|               |    |                          |       |
| G             | 1  | 0 Sean Johnson           |       |
| DD            | 24 | 0 Tayvon Gray            |       |
| DC            | 4  | 0 Maxime Chanot          |       |
| DC            | 6  | 0 Alexander Callens      |       |
| DG            | 20 | 0 Guðmundur Þórarinsson  | 90+2e |
| MC            | 16 | 0 James Sands            |       |
| MC            | 7  | 0 Alfredo Morales        |       |
| MO            | 10 | 0 Maxi Morález           |       |
| AiD           | 19 | 0 Jesús Medina 90+1e     | 95e   |
| AiG           | 42 | 0 Santiago Rodríguez 80e | 80e   |
| AC            | 11 | 0 Valentín Castellanos   |       |
|               |    |                          |       |
| Remplaçants : |    |                          |       |
| A             | 17 | 0 Ismael Tajouri-Shradi  | 80e   |
| D             | 12 | 0 Malte Amundsen         | 90+2e |
| A             | 43 | 0 Talles Magno           | 95e   |
|               |    |                          |       |
| Entraîneur :  |    |                          |       |
| Ronny Deila   |    |                          |       |

| ·                 |    |                             |     |
| Titulaires :      |    |                             |     |
|                   |    |                             |     |
| G                 | 12 | 0 Steve Clark               |     |
| DD                | 2  | 0 Josecarlos Van Rankin 59e | 89e |
| DC                | 33 | 0 Larrys Mabiala            |     |
| DC                | 13 | 0 Dario Župarić             |     |
| DG                | 5  | 0 Claudio Bravo             |     |
| MC                | 21 | 0 Diego Chará 90e           |     |
| MC                | 20 | 0 George Fochive (en)       | 62e |
| MO                | 10 | 0 Sebastián Blanco          | 62e |
| AiD               | 23 | 0 Yimmi Chará               |     |
| AiG               | 27 | 0 Dairon Asprilla           | 84e |
| AC                | 9  | 0 Felipe Mora               |     |
|                   |    |                             |     |
| Remplaçants :     |    |                             |     |
| M                 | 30 | 0 Santiago Moreno           | 62e |
| M                 | 22 | 0 Cristhian Paredes         | 62e |
| A                 | 11 | 0 Jarosław Niezgoda         | 84e |
| M                 | 8  | 0 Diego Valeri              | 89e |
|                   |    |                             |     |
| Entraîneur :      |    |                             |     |
| Giovanni Savarese |    |                             |     |

| ·             |    |                          |       |
| Titulaires :  |    |                          |       |
|               |    |                          |       |
| G             | 1  | 0 Sean Johnson           |       |
| DD            | 24 | 0 Tayvon Gray            |       |
| DC            | 4  | 0 Maxime Chanot          |       |
| DC            | 6  | 0 Alexander Callens      |       |
| DG            | 20 | 0 Guðmundur Þórarinsson  | 90+2e |
| MC            | 16 | 0 James Sands            |       |
| MC            | 7  | 0 Alfredo Morales        |       |
| MO            | 10 | 0 Maxi Morález           |       |
| AiD           | 19 | 0 Jesús Medina 90+1e     | 95e   |
| AiG           | 42 | 0 Santiago Rodríguez 80e | 80e   |
| AC            | 11 | 0 Valentín Castellanos   |       |
|               |    |                          |       |
| Remplaçants : |    |                          |       |
| A             | 17 | 0 Ismael Tajouri-Shradi  | 80e   |
| D             | 12 | 0 Malte Amundsen         | 90+2e |
| A             | 43 | 0 Talles Magno           | 95e   |
|               |    |                          |       |
| Entraîneur :  |    |                          |       |
| Ronny Deila   |    |                          |       |